# عطية القرظي
عطية القرظي, صحابي من مسلمي أهل الكتاب، كان من سبي يهود بنو قريظة يهود المدينة المنورة حين غزاهم المسلمين
،فألقي في السبي أذ كان  صغيرا حين ذلك.قال عطية القرظي:«كنت في الذين حكم فيهم سعد بن معاذ، فقربت لأقتل فأنتزع رجل من القوم إزاري، فرأوني لم أنبت الشعر فألقيت في السبي»
ثم أسلم بعد ذلك وصحب النبي فرآه وسمع منه وأصبح من علماء المسلمين، وممن يؤخذ عنه التفسير وهو ممن نزل في الكوفة من الصحابة
روى عنه مجاهد وعبد الملك بن عمير وكثير بن السائب.